# Emmanuelle 2 – Garten der Liebe
Emmanuelle 2 – Garten der Liebe (Originaltitel: Emmanuelle: L'antivierge, übersetzt: Die Anti-Jungfrau) ist ein französisches Erotik-Filmdrama von Francis Giacobetti aus dem Jahr 1975, nach einem Roman von Emmanuelle Arsan. Er ist der zweite Teil der französischen Emmanuelle-Filmreihe.

## Handlung
Nach zwei Monaten Aufenthalt in Bangkok reist Emmanuelle per Schiff zu ihrem Ehemann Jean nach Hongkong. Zu ihrem Ärger ist an Bord aber keine Kabine mehr frei, weswegen sie in einem großen Frauenschlafraum übernachten muss. Des Nachts wird sie von ihrer Bettnachbarin geweckt, welche in einem Raum mit vielen Frauen keine Ruhe findet, da sie in ihrer Jugend von drei Philippinerinnen vergewaltigt worden war. Emmanuelle hilft ihr liebevoll die Nacht zu überstehen.
Bei Jean angekommen vereinigt sie sich mit ihm und lernt auch dessen Freund Christopher kennen, mit dem sie später durch die Stadt streift und eine Akupunktur ausprobiert. An einem anderen Tag, bei einer chinesischen Tanzaufführung, trifft Emmanuelle auf die jungfräuliche Tänzerin Anna-Maria und lernt mit ihr und Jean zusammen die Genüsse einer intimen Massage kennen. Abends dann erlebt Emmanuelle aufregende Ereignisse mit drei Matrosen in einem Bordell, die szenisch an das Erlebnis der Bettnachbarin erinnern, aber nicht negativ sind. Am nächsten Morgen reist sie mit Jean, Anna-Maria und deren Freund Michael nach Bali ab, wo die jungfräuliche Anna-Maria, zwecks sexueller Bildung, an einem Flotten Dreier mit Jean und Emmanuelle teilnimmt.

## Hintergrund
- Die spätere Black Emanuelle Laura Gemser tritt in diesem Film als Masseuse auf.
- Emmanuelle 2 – Garten der Liebe erlebte seine Premiere am 10. November 1975.[2] In der Bundesrepublik Deutschland wurde der Film erstmals am 2. April 1976 aufgeführt.[3]